# Antonia Mück
Antonia „Tonschi“ Mück, geborene Pospichal (geboren 4. Juni 1912 in Wien; gestorben 10. November 1942 ebenda) war eine österreichische Arbeiterin und Widerstandskämpferin gegen den Nationalsozialismus.

## Leben und Wirken
Antonia Mück wuchs im 22. Wiener Gemeindebezirk mit mehreren Geschwistern in ärmlichen Verhältnissen auf. Ihre Eltern waren Anna und Josef Pospichal. Sie arbeitete als Sortiererin „im Lumpendepot“ und schloss sich 1933 dem Widerstand gegen die Nationalsozialisten an. Sie war an der Herstellung und Verbreitung kommunistischer Flugschriften beteiligt.
Am 17. Februar 1941 wurde Antonia Mück verhaftet und saß in mehreren Gefängnissen ein. Im Gefängnis in der Schiffamtsgasse war die Architektin Margarete Schütte-Lihotzky eine ihrer Zellennachbarinnen. Am 27. August 1942 wurde Antonia Mück zum Tode verurteilt und am 10. November 1942 im Wiener Landesgericht enthauptet. Gemeinsam mit ihr wurden am selben Tag und am selben Ort weitere Widerstandskämpfer ebenfalls mittels Fallbeil hingerichtet: der Hilfsarbeiter Paul Antl, der Maurergehilfe Ferdinand Böhm, der Elektrotechniker Max Büchler, der Amtsdiener Leopold Fischer, der Gerbermeister Alfred Goldhammer, der Koch Johann Hagen, der Weber Johann Hojdn, der Eisenhobler Johann Kapovits, der Schneider Franz Mittendorfer, der Maschinenarbeiter Andreas Morth, der kaufmännische Angestellte Felix Pfeiffer, der Lackierergehilfe Anton Schädler, der Maschinenschlosser Franz Stelzel und der Elektromonteur Alfred Svobodnik.
Die in der Gruppe 40 im Wiener Landesgericht Hingerichteten wurden auf dem Wiener Zentralfriedhof beerdigt. 2013 wurde die Gruppe 40 zur Nationalen Gedenkstätte erklärt.
Ihr Ehemann Joseph Mück wurde am 17. Februar 1941 wegen Herstellung und Verbreitung kommunistischer Flugschriften verhaftet. Er kam in Auschwitz ums Leben, sie hinterließ eine Tochter.

## Gedenken
Antonie Mücks Name findet sich auch auf der Gedenktafel im ehemaligen Hinrichtungsraum des Wiener Landesgerichts.
Ihr Name steht ebenso auf einer von der KPÖ Währing gestifteten Gedenktafel, die sich am Sitz der KPÖ im 14. Wiener Gemeindebezirk, Drechslergasse 42 befindet; ebenso auf der 1988 von der KPÖ Donaustadt gestifteten Gedenktafel im 22. Bezirk in der Wurmbrandgasse 17.